# Theotima jeanneli
Theotima jeanneli är en spindelart som beskrevs av Machado 1951. Theotima jeanneli ingår i släktet Theotima och familjen Ochyroceratidae.
Artens utbredningsområde är Angola. Inga underarter finns listade i Catalogue of Life.